# Jan van der Heyden
Jan van der Heyden (ur. 5 marca 1637 w Gorinchem, poch. 28 marca 1712 w Amsterdamie) – holenderski malarz, rysownik, grafik i wynalazca.

## Życiorys
Jego ojciec był mennonitą, zajmował się handlem zbożem. Jako dziecko, Jan w 1646 przeniósł się wraz z rodziną do Amsterdamu.
Początkowo uczył się rysunku, być może u swojego najstarszego brata, Gorisa van der Heydena, wytwórcy i sprzedawcy luster. Następnie uczył się odwróconej techniki malowania na szkle u artysty z Gorinchem. Jednak malarstwo nie było jego głównym zajęciem i źródłem dochodu.
Swój dobrobyt zawdzięczał głównie pracy jako wynalazca, inżynier i urzędnik miejski. Zaprojektował i wdrożył kompleksowy projekt oświetlenia ulicznego dla Amsterdamu, który funkcjonował od 1669 do 1840 i stał się wzorem dla wielu innych miast w Holandii i za granicą; był też odpowiedzialny za iluminację w dniach uroczystości. W 1672 wraz ze swoim bratem Nicolaesem van der Heydenem wynalazł wóz strażacki wyposażony w węże napędzane pompą perystaltyczną, co podniosło skuteczność gaszenia pożarów. W 1690, wraz ze swoim synem Janem van der Heydenem (młodszym), opublikował Brandspuiten-boek („Księgę wozów strażackich”), lustrowaną jego własnymi rycinami.
W latach 60. XVII w. podróżował do Emmerich, Wesel i innych niemieckich miast. Znane są jego widoki Kolonii, Bonn, Düsseldorfu, Elten, Xanten, Akwizgranu i Kleve, a także Veere, Brukseli i Delftu, który odwiedził w 1675.

## Twórczość
Był jednym z pierwszych holenderskich malarzy specjalizujących się w wedutach. W jego kompozycjach dominowały motywy architektoniczne, choć tworzył także wiejskie uliczki oraz około czterdziestu pejzaży, z których co najmniej dwa to prace malowane na szkle. W niektórych pejzażach sztafaż wykonywali Adriaen van de Velde, Willem van de Velde i Johannes Lingelbach.
Głównymi tematami w twórczości van der Heydena był Amsterdam i region w pobliżu granicy holendersko-niemieckiej, który odwiedzał w celach biznesowych i rekreacyjnych. Z wsią Maarssen związany jest cykl 14 obrazów, niektóre prawdopodobnie wykonane dla Joan Huydecoper II, burmistrza Amsterdamu, właściciela nieruchomości wokół tej wsi. W 1674 zlecił van der Heydenowi wykonanie obrazów przedstawiających jego dom i posiadłość w Goudstein.
W późniejszym okresie twórczości malował głównie martwe natury.

## Dzieła
- Widok Oude Zijde; Haga
- Kanał i ratusz w Amsterdamie; Paryż
- Stary ratusz w Brukseli; Drezno
- Port w Haarlemie; Berlin
- Kościół w Veere; 1660–1712, Mauritshuis, Haga
- Widok Dam, Amsterdam
- Huis ten Bosch widziany od tyłu; 1668–1670; MET, Nowy Jork
- Książki, strzały i klatka na ptaki; 1664
- Martwa natura z pancernikiem

## Galeria

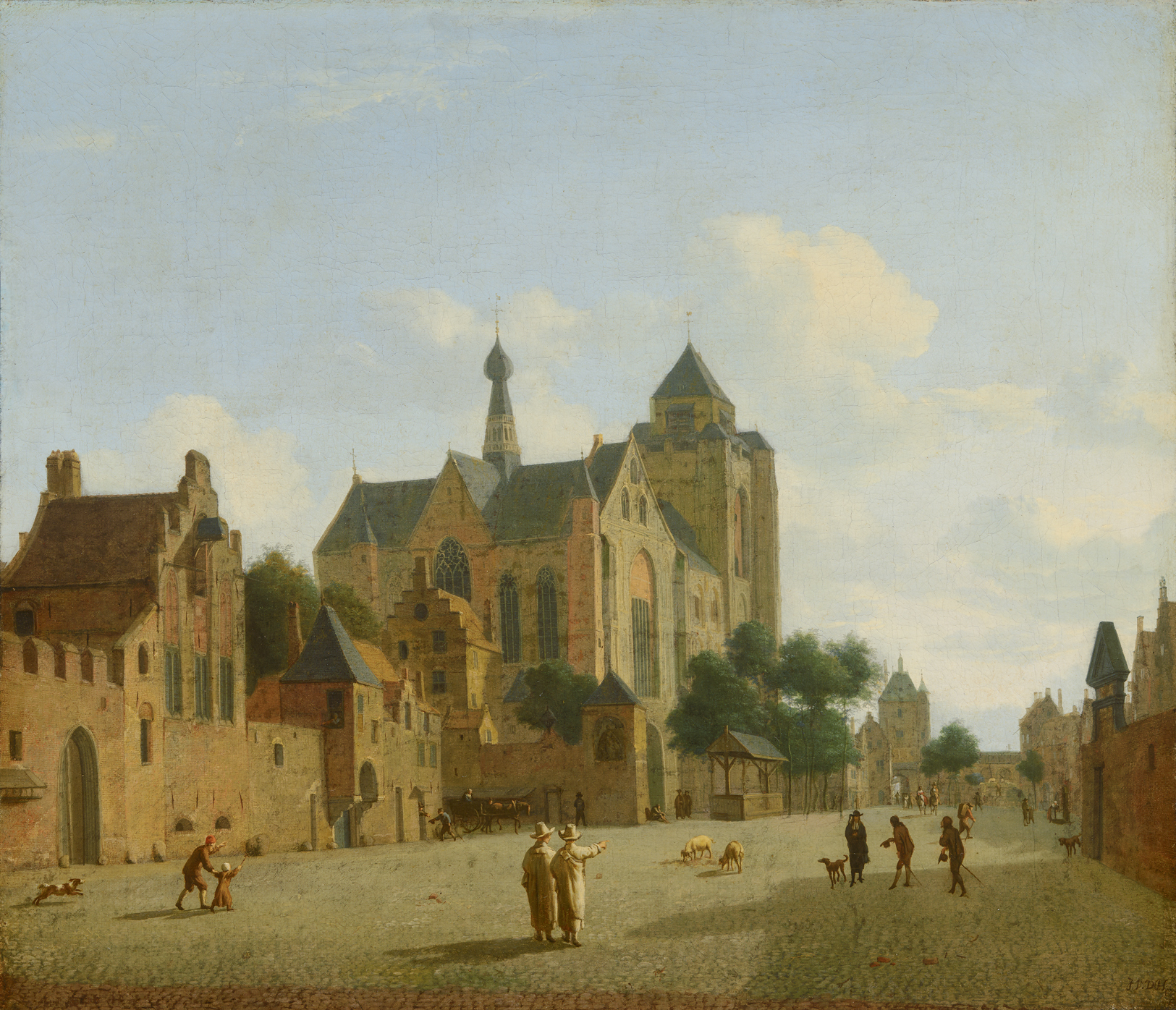
Kościół w Veere (1660–1712)
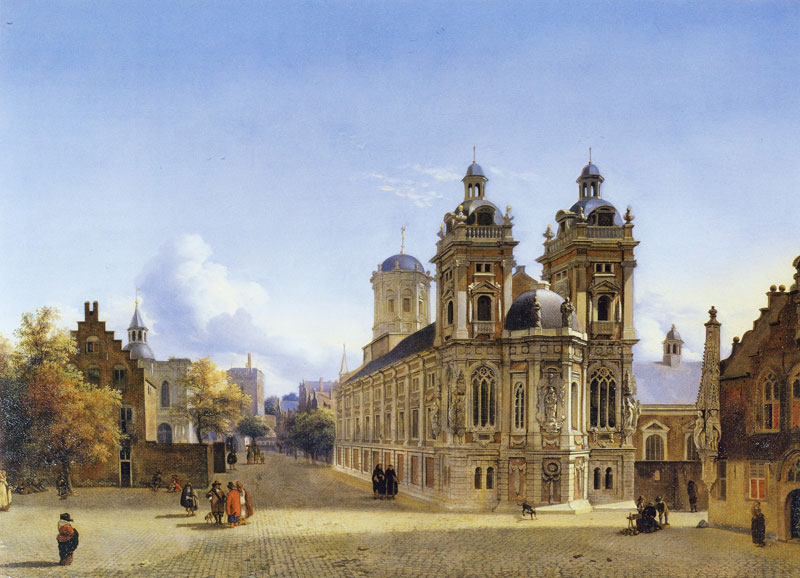
Pejzaż miejski z kościołem i placem (1666–1669)
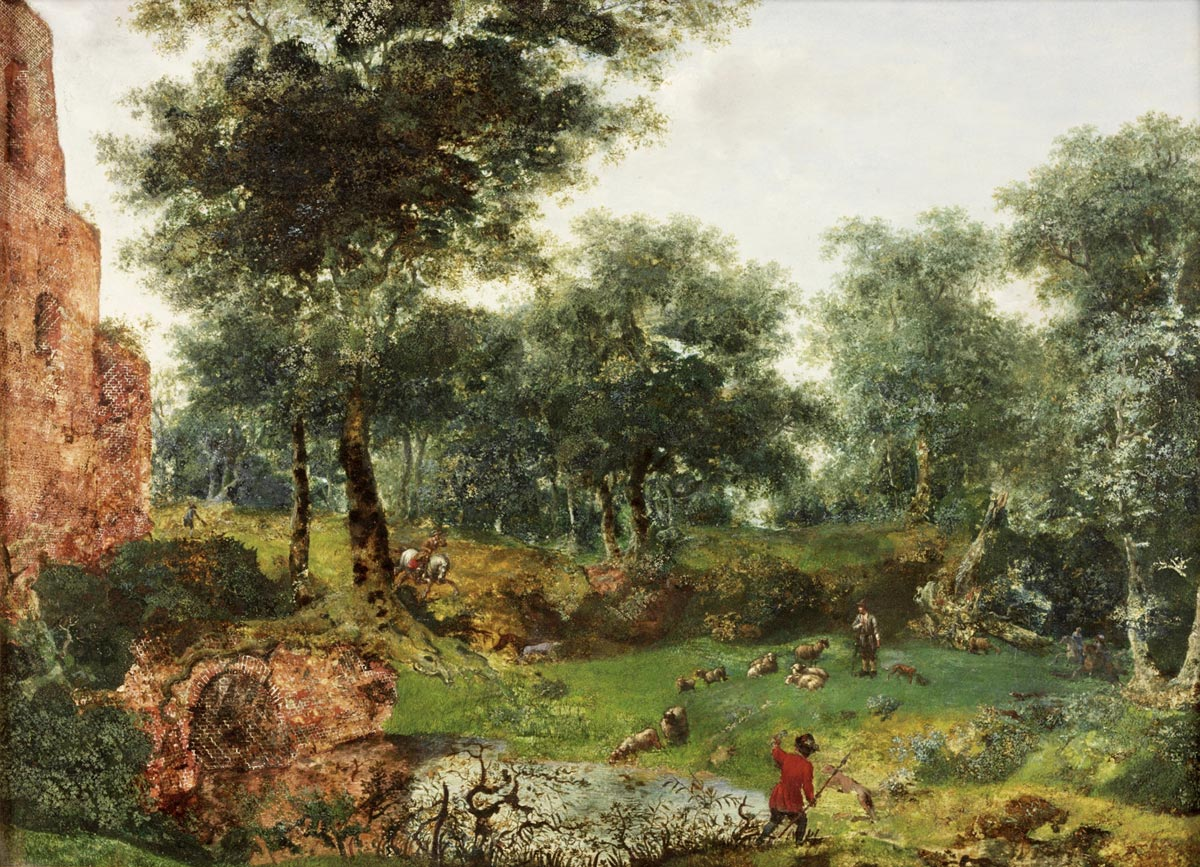
Pejzaż leśny (1660-1670)
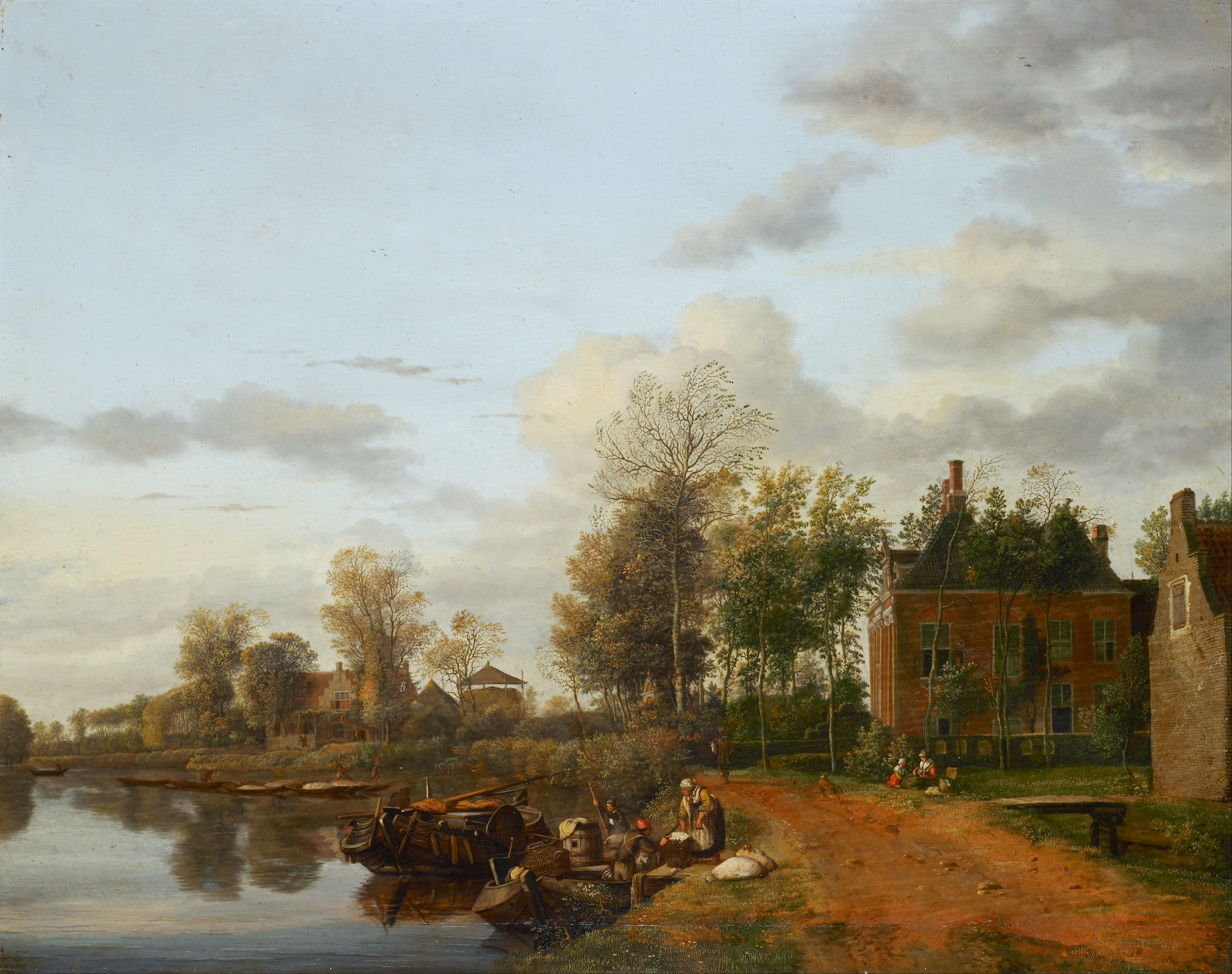
Een landhuis aan de Vliet bij Delft; op de achtergrond een zandtransport (ok. 1660)
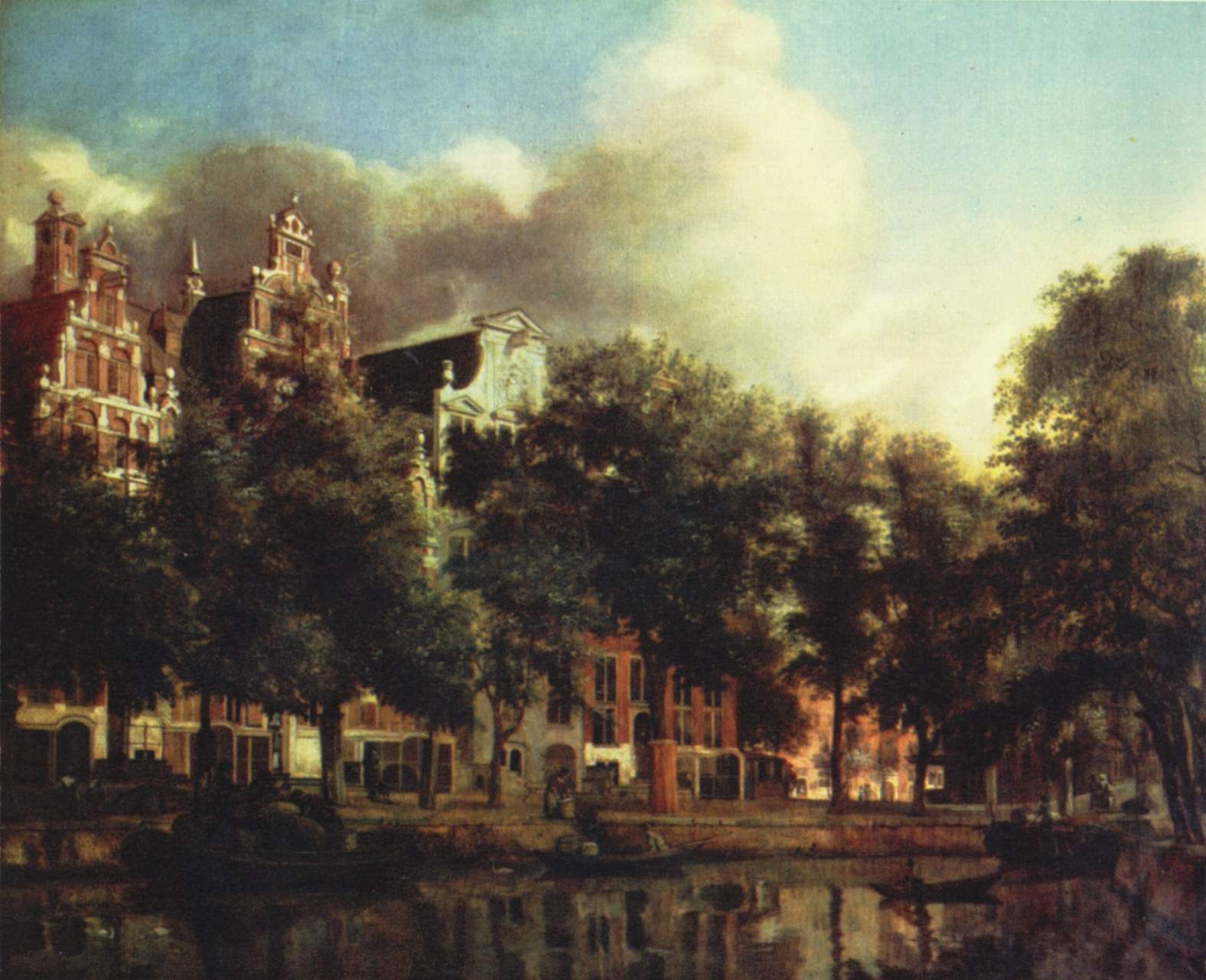
Kanał w Amsterdamie (II poł. XVII w.)
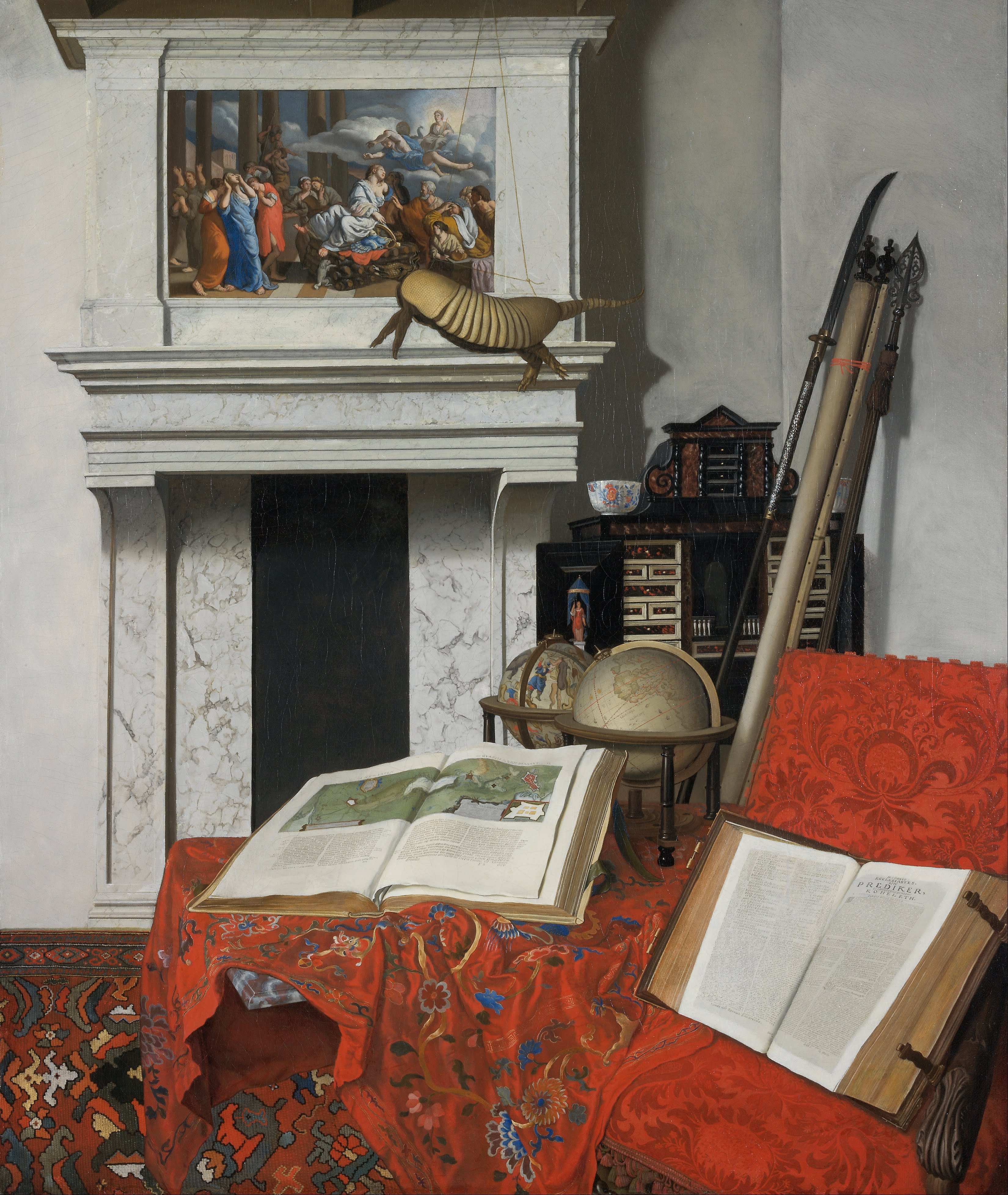
Interieur met een verzameling rariteiten (1712)